# Valentin Zwierkowski
Valentin Zwierkowski, né à Mokrzesz le 20 février 1788 et mort dans le 10e arrondissement de Paris le 14 décembre 1859, est un officier polonais qui participe aux guerres napoléoniennes de 1807 à 1814. 

## Biographie
Walenty  est le fils d'Ignace et de Marianne Kaluszka.
Son père fut dénoncé aux cosaques puis emprisonné. Après le paiement de la rançon, il retourne en Pologne avec une haine plus forte encore. Cette haine envers les oppresseurs, il la lègue à ses fils. Valentin est élevé chez les Piaristes de Piotrków, puis à l'université de Halle.
Il quitte ensuite les livres pour les armes en 1806. Une mention à l'ordre du jour de la division Zajączek ainsi qu'une nonce à la diète lui seront accordées. Après la campagne de Prusse de 1807, Zwierkowski sert brièvement sous les ordres du colonel Chlopicki, dans la Légion de la Vistule, puis en Espagne parmi les Lanciers polonais de la Garde impériale. Il passe ensuite dans la garde de Napoléon pour les campagnes d'Espagne et d'Autriche. Blessé et épuisé, il se retire dans ses terres. 
Il devient Conseiller de palatinat, Maréchal, juge de paix. Il est membre et fondateur de plusieurs sociétés secrètes, dont celle de Wysocki.

## Publication
- (pl) Historii ostatnich zdarzeń 1831 [« histoires des derniers événements de 1831 »] (présentation en ligne).
- Joseph Straszewicz, Les Polonais et les Polonaises de la révolution du 29 novembre 1830..., Beaulé et Jubin, 1839 (lire en ligne)